# 14061 Nagincox
14061 Nagincox eller 1996 CT7 är en asteroid i huvudbältet som upptäcktes den 13 februari 1996 av de båda italienska astronomerna Ulisse Munari och Maura Tombelli vid Cima Ekar-observatoriet. Den är uppkallad efter Nagin Cox.
Den tillhör asteroidgruppen Vesta.